# Залуский, Юзеф Бонавентура

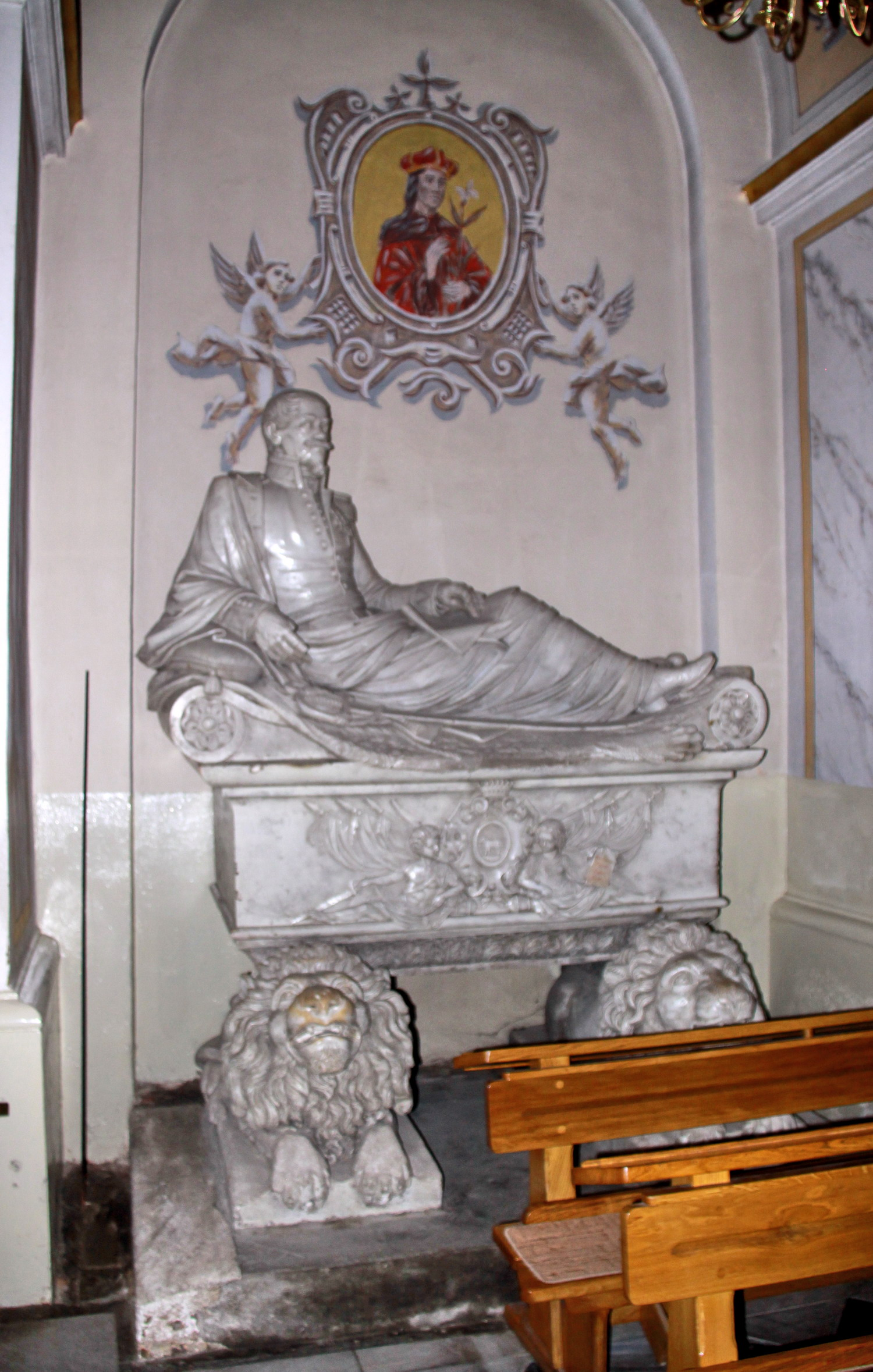
Саркофаг Юзефа Бонавентуры Залуского в церкви села Грембошув, Малопольское воеводство, Польша

Ю́зеф Бонавенту́ра (Иосиф Феофилович) Залу́ский герба Юноша (пол. Józef Bonawentura Załuski, 14.07.1787 г., Ойцув — 25.04.1866 г., Краков) — российский генерал-майор и польский генерал ноябрьского восстания, флигель-адъютант Александра I и Николая I, мемуарист.

## Биография
Юзеф Бонавентура Залуский родился 14 июля 1787 года в семье казначея королевской короны Теофила Войцеха Залуского (1760—1831) и Гонораты Стемпковской (ок. 1750—1819). Получил титул графа. Имел земельную собственность в сёлах Ясенице, Пушолаты и Прыставяны. Старший брат Кароля Залуского. В 1807 году начал военную карьеру в 1-м кавалерийском полку императорской гвардии. Участвовал в наполеоновских кампаниях 1808—1811 и 1812 −1814 годов. Был хроникёром 1-го кавалерийского полка императорской гвардии.
С 24 февраля 1816 года Юзеф Бонавентура Залуский был флигель-адъютантом Александра I и позднее — Николая I.
Получил печальную известность во время русско-турецкой войны 1828—1829 годов при осаде Варны, когда в бою у местечка Гаджи-Гассан-Лар из-за неверной оценки ситуации и поспешного приказа об отводе войск, отданного Залусским (многие считали, что Залусский попросту струсил), 1-й и 2-й батальоны лейб-гвардии Егерского полка, оставшись без прикрытия, были окружёны многократно превосходящими силами турок и почти полностью уничтожены.
В 1829—1830 годах был членом масонской ложи «Казимир Великий».
С 1826 по 1830 год был куратором школ Вольного города Кракова. 18 июля 1829 года уволен с военной службы с производством в генерал-майоры.
Во время ноябрьского восстания Юзеф Бонавентура Залуский был командующим полка и начальником польской разведки. В 1848 году был командующим национальной гвардии, дислоцировавшейся во Львове.
За своё участие в ноябрьском восстании был арестован российскими властями и заключён в тюрьму. После освобождения поселился в Галиции. Скончался 25 апреля 1866 года и был похоронен в приходской церкви в селе Грембошуве.

## Семья
Юзеф Бонавентура Залуский женился 28 августа 1816 года на Зофье Антонине Марианне Пшерембской герба Новина. У них в браке родился сын Зигмунд Богумил Адам Залуский.

## Сочинения
- Wspomnienia w skróceniu z r. 1831… (1860);
- Wspomnienia o pułku lekkokonnym Gwardii Napoleona I… (1862);
- Wspomnienia o pułku lekkokonnym polskim (1865).